# Реймар Ган
Реймар Ган (*Reimar Hahn, д/н —після 1328) — 22-й магістр Лівонського ордену в 1324—1328 роках.

## Життєпис
Походив з мекленбурзького шляхетського роду Ганів (мали слов'янське походження). Його родичі мали володіння в Данській Естляндії. Замолоду перебував на службі данського короля. Ймовірно згодом перебрався до Естляндії, згодом приєднався до Лівонського ордену.
1310 року стає комтуром Гольдінгену. 1314 року призначено комтуром замку Вайсенштайн (до 1316 року). 1323 року отримав під керівництво венденське комтурство. У серпні 1324 року після відставки тимчасового ландмейстера Лівонського ордену Конрада Кессельхута обирається новим очільником Ордену. Не виявив зовнішньої активності. Водночас вступив у конфлікт з ризьким архієпископом Фрідріхом Пернштейном. У 1325 році останній відлучив Лівонський орден від церкви. Втім Реймар ган змусив архіпископа залишити Лівонії.
Водночас позначився конфлікт з Ригою, що мала тісні стосунки з великим князем Литовським Гедиміном. 1328 року через поганий стан здоров'я Реймар Ган склав повноваження ландмейстера. Подальша доля невідома.